# Lenka Pavlová
Lenka Pavlová (* 25. ledna 1965) je česká právnička, která působí v oblasti mediace. V letech 2008–2009 zastávala funkci ředitelky Úřadu pro mezinárodněprávní ochranu dětí v Brně.

## Život
Vystudovala Právnickou fakultu Univerzity Karlovy v Praze, kde v oboru Mezinárodní právo a teorie státu a práva získala titul doktorky práv, a doktorské studium (Ph.D.) v oboru Mezinárodní obchodní právo na VŠE v Praze. Má zkušenosti z praxe v psychiatrické, protialkoholní a protidrogové léčebně a v nápravném zařízení.[zdroj?] Je členkou pracovního týmu při Ministerstvu spravedlnosti ČR na přípravu zákona o mediaci v netrestních věcech. Dále je členkou představenstva a pracovní skupiny pro vzdělávání GEMME – Evropského sdružení soudců a pracovníků justice pro mediaci. Zastává funkci předsedkyně správní rady Evropského institutu pro smír, mediaci a rozhodčí řízení, o. p. s. Je také zapsána v seznamu advokátů vedeném Českou advokátní komorou a na seznamu rozhodců Rozhodčího soudu při HK ČR a AK ČR.

## Kontroverze
Její jmenování do Úřadu pro mezinárodněprávní ochranu dětí vyvolalo hlasité protesty sdružení K 213, jehož členové (většinou otcové, kteří se cítí poškozeni rozhodnutími rozvodových soudů ve věci svých dětí) ji charakterizovali jako „feministickou advokátkou extremistických feministických spolků Profem a Koordona, které razí s rovností občanů zcela neslučitelné názory“ a vytkli jí, že „zastupuje výhradně ty matky, které nějakým způsobem brání svým dětem, aby se stýkaly s jejich otci, a to i za cenu, že porušují pravomocné a vykonatelné rozsudky soudu o předávání dětí druhému z rodičů“. Proto jí blokovali vstup do budovy úřadu.
V září 2008 porušila rozhodnutí Obvodního soudu pro Prahu 5 o střídavé péči a v rozporu s ním odepřela svému bývalému manželovi Stanislavu Pavlovi styk se synem, kterého odvezla z Prahy do Brna, kde pracovala. Vyjádřila se k tomu pouze tak, že nesouhlasí s tím, aby dítě žilo čtrnáct dní v Brně a čtrnáct dní v Praze, protože to prý nemá být v zájmu dítěte.